# Arianna Follis
Arianna Fernanda Follis (Ivrea, 11 novembre 1977) è un'ex fondista e scialpinista italiana.
È sorella di Leonardo, a sua volta fondista e scialpinista di alto livello.

## Biografia

### Carriera nello sci di fondo

#### Stagioni 1995-2002
Originaria di Gressoney-Saint-Jean, debuttò in Coppa del Mondo il 13 dicembre 1995, diciottenne, nella 10 km a tecnica libera di Brusson (54ª). Fino alla stagione 2000-2001 è stata nella squadra di Coppa Continentale, gareggiando solo saltuariamente nella massima categoria. La prima gara in cui conquistò punti di Coppa del Mondo (con un 21º posto) fu la Transjurasienne di Lamoura/Mouthe del 20 febbraio 2000, granfondo di 44 km inserita quell'anno in Coppa e vinta da Stefania Belmondo
Ai Mondiali di Lahti del 2001 gareggiò nell'inseguimento (5 km tecnica classica + 5 km tecnica libera) dove giunse 28ª, e nella sprint dove fu 13ª. Il 15 marzo dello stesso anno morì il fratello Leonardo, travolto da una valanga a Gressoney mentre si stava allenando per il Trofeo Mezzalama di sci alpinismo.
Il 16 dicembre 2001 conquistò il suo primo podio in Coppa, nella staffetta 4x5 km di Davos (3ª)

#### Stagioni 2003-2006
Ai Mondiali del 2003, in Val di Fiemme, raccolse come miglior piazzamento il settimo posto nella staffetta 4x5 km. Nel 2005, ai Mondiali di Oberstdorf, vinse il bronzo nella staffetta 4x5 km, ultima frazionista in squadra con Gabriella Paruzzi, Antonella Confortola e Sabina Valbusa.
Partecipò ai XX Giochi olimpici invernali di Torino 2006, contribuendo al terzo posto nella staffetta 4x5 km, prima frazionista in squadra con Antonella Confortola, Gabriella Paruzzi e Sabina Valbusa; arrivò settima in entrambe le gare sprint, sia nell'individuale sia in quella a squadre, in coppia con la Paruzzi.
Dopo le Olimpiadi arrivò anche la prima vittoria in Coppa, nella sprint individuale disputata il 7 marzo 2006 a Borlänge, battendo la norvegese Marit Bjørgen, dominatrice della Coppa del Mondo 2005-2006.

#### Stagioni 2007-2011

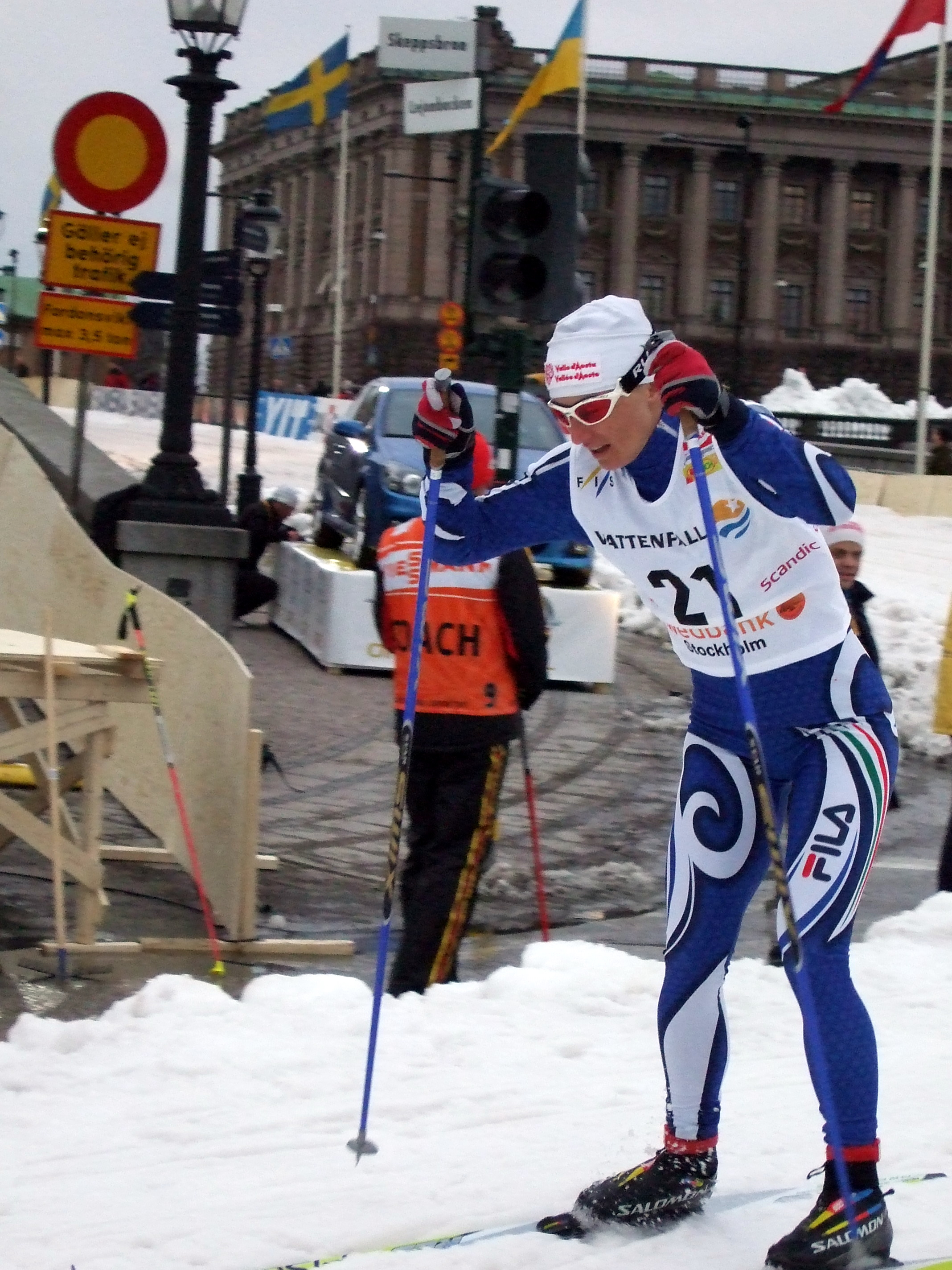
Arianna Follis in gara a Stoccolma nel 2007

Nella stagione successiva, 2006-2007, ottenne un'altra vittoria nella sprint di Rybinsk; ai Mondiali di Sapporo vinse il bronzo nella 10 km a tecnica libera, dietro a Kateřina Neumannová e Ol'ga Zav'jalova. Arrivò terza nell'edizione 2007-2008, la seconda, del Tour de Ski, dietro a Charlotte Kalla e Virpi Kuitunen, vincendo la sprint di Praga del 30 dicembre 2007.
Durante la stagione 2008-2009 vinse la sprint a squadre di Whistler e due tappe del Tour de Ski (le sprint tecnica libera di Praga e di Nové Město na Moravě) e chiuse al secondo posto nella classifica della Coppa del Mondo di sprint. Sempre nel 2009 vinse il titolo unico iridato nella sprint a tecnica libera individuale dei Mondiali di Liberec.
Ai Mondiali del 2011, a Oslo, vinse la medaglia d'argento nella gara di sprint individuale a tecnica libera. Si è ritirata al termine della stagione 2010-2011, chiusa al terzo posto in classifica generale e nuovamente al secondo in quella di sprint.

### Carriera nello sci alpinismo
Nel 2001 e nel 2003 ha vinto due edizioni della gara di sci alpinismo Trofeo Mezzalama, che si disputa ogni due anni sulle vette del Monte Rosa.

### Altre attività
È "testimonial" dell'associazione benefica SOS Villaggi dei Bambini.

## Palmarès

### Sci di fondo

#### Olimpiadi
- 1 medaglia:
  - 1 bronzo (staffetta a Torino 2006)

#### Mondiali
- 5 medaglie:
  - 1 oro (sprint tecnica libera a Liberec 2009)
  - 1 argento (sprint tecnica libera a Oslo 2011)
  - 3 bronzi (staffetta a Obersdorf 2005; 10 km tecnica libera a Sapporo 2007; sprint a squadre tecnica classica a Liberec 2009)

#### Coppa del Mondo
- Miglior piazzamento in classifica generale: 3ª nel 2011
- 27 podi (14 individuali, 13 a squadre[6]), oltre a quelli conquistati in sede olimpica o iridata e validi ai fini della Coppa del Mondo:
  - 7 vittorie (3 individuali, 4 a squadre)
  - 5 secondi posti (4 individuali, 1 a squadre)
  - 15 terzi posti (7 individuali, 8 a squadre)

##### Coppa del Mondo - vittorie
| Data            | Luogo      | Paese    | Disciplina                                               |
| --------------- | ---------- | -------- | -------------------------------------------------------- |
| 7 marzo 2006    | Borlänge   | Svezia   | Sprint TL                                                |
| 21 gennaio 2007 | Rybinsk    | Russia   | Sprint TL                                                |
| 18 gennaio 2009 | Whistler   | Canada   | Sprint a squadre TL (con Magda Genuin)                   |
| 6 dicembre 2009 | Düsseldorf | Germania | Sprint a squadre TL (con Magda Genuin)                   |
| 4 dicembre 2010 | Düsseldorf | Germania | Sprint TL                                                |
| 5 dicembre 2010 | Düsseldorf | Germania | Sprint a squadre TL (con Magda Genuin)                   |
| 6 febbraio 2011 | Rybinsk    | Russia   | 4x5 km (con Magda Genuin, Marianna Longa e Silvia Rupil) |

Legenda:

TC = tecnica classica

TL = tecnica libera

##### Coppa del Mondo - competizioni intermedie
- 10 podi di tappa:
  - 5 vittorie
  - 4 secondi posti
  - 1 terzo posto

###### Coppa del Mondo - vittorie di tappa
| Data             | Località                   | Nazione   | Competizione | Disciplina  |
| ---------------- | -------------------------- | --------- | ------------ | ----------- |
| 30 dicembre 2007 | Praga                      | Rep. Ceca | Tour de Ski  | Sprint TL   |
| 29 dicembre 2008 | Praga                      | Rep. Ceca | Tour de Ski  | Sprint TL   |
| 1º gennaio 2009  | Nové Město na Moravě       | Rep. Ceca | Tour de Ski  | Sprint TL   |
| 6 gennaio 2010   | Cortina d'Ampezzo/Dobbiaco | Italia    | Tour de Ski  | 16 km TL HS |
| 20 marzo 2011    | Falun                      | Svezia    | Finali       | 10 km TL HS |

Legenda:

HS = partenza a handicap

TC = tecnica classica

TL = tecnica libera

#### Campionati italiani
- 10 medaglie[2]:
  - 4 ori (30 km nel 2008; 30 km nel 2009; 30 km, inseguimento nel 2010)
  - 3 argenti (sprint nel 2001; sprint nel 2004; 5 km nel 2011)
  - 3 bronzi (10 km nel 2003; inseguimento, sprint nel 2006)

### Sci alpinismo

#### Trofeo Mezzalama
- 2 vittorie (2001, 2003)[4]